# Paul Breza
Paul Joseph Breza lub Paweł Józef Breza (ur. 23 czerwca 1937 w Winonie, stanie Minnesota, zm. 7 kwietnia 2025 tamże) – kapłan rzymskokatolicki i działacz kaszubski w Stanach Zjednoczonych.

## Wczesne lata
Był synem Josepha Petera [Józefa Piotra] i Alice Seraphine (Pehler) [Alicji Serafiny] Brezów, którzy byli potomkami kaszubskich imigrantów z Bytowa. Pobierał wykształcenie w Saint Stanislaus Kostka School (Szkoła Świętego Stanisława Kostki), Cotter High School (Gimnazjum Cottera) i na Saint Mary's University of Minnesota (Uniwersytet Maryjny w Minnesocie).

## Służba kapłańska
Po ukończeniu studiów w seminarium duchownym ojciec Breza uzyskał 1 czerwca 1963 roku święcenia kapłańskie w diecezji w Winonie. Podczas niespełna 50 lat czynnej służby kapłańskiej pełnił w niej role: proboszcza, kapelana, nauczyciela i dyrektora, opiekując się ludźmi ze wszystkich warstw społecznych. Na emeryturze, prócz służby w roli archiwisty diecezjalnego, zastępował innych księży, zawsze gdy zachodziła taka potrzeba.

## Działalność kaszubska w Stanach Zjednoczonych
W 1979 roku ks. Breza założył Polski Instytut Kultury i Muzeum w Winonie, usytuowane w budynku biura dawnego tartaku, który kupił dwa lata wcześniej. Początkowo zamierzano upamiętnić dziedzictwo Polonii amerykańskiej w Winonie, lecz po wizytach ojca Brezy w Bytowie, które odbyły się w późnych latach 80. oraz w latach 90., w Instytucie Kultury i Muzeum rozwinięto także wątek kaszubski. Dzięki pomocy i przewodnictwu księdza Brezy, Winona i Bytów zostały w 2004 roku miastami partnerskimi, a Bytów po raz pierwszy świętował odbywający się co roku Dzień Winony 26 września 2006 roku. Pod kierownictwem Polskiego Instytutu Kultury, uczniowie z Winony i Bytowa uczestniczyli w programie wymiany. Ostatnia z nich miała miejsce w 2012 roku.

## Wyróżnienia i nagrody
Ojciec Paul Breza został publicznie wyróżniony za swoją służbę kapłańską i służbę społeczeństwu amerykańskich Kaszubów, zarówno w Polsce jak i w Stanach Zjednoczonych. W 2007 roku jego alma mater, Cotter High School, wyróżniła go swoim trzecim z kolei tytułem „Absolwenta Roku”. W 2008 roku miasto Bytów nadało mu tytuł honorowego obywatela miasta Bytowa. W 2010 roku ojciec Paul Breza został członkiem Galerii Sław Polskiego Dziedzictwa w Winonie.